# Hemiblossia etosha
Espèce
Synonymes
- Hemiblossia pteroceras Lawrence, 1928

Hemiblossia etosha est une espèce de solifuges de la famille des Daesiidae.

## Distribution
Cette espèce est endémique de Namibie.

## Description
Les femelles mesurent de 11,4 à 14,4 mm.

## Étymologie
Son nom d'espèce lui a été donné en référence au lieu de sa découverte, Etosha.

## Publication originale
- Lawrence, 1927 : Contributions to a knowledge of the fauna of South-West Africa V. Arachnida. Annals of the South African Museum, vol. 25, no 1, p. 1-75 (texte intégral).